# Ришард Бервінський
Ришард Вінценти Бервінський (пол. Ryszard Wincenty Berwiński; 28 лютого 1819, Польвиця — 19 листопада 1879, Стамбул) — польський поет епохи романтизму, член Літературно-слов'янського товариства у Вроцлаві, перекладач (з чеської мови), фольклорист, учасник революції 1848—1849 років.

## Біографія
Навчався в гімназіях Лешна та Вроцлава. У 1840–1843 рр. навчався у Берліні. Після закінчення навчання подорожував Великою Польщею та займався підпільною діяльністю. 1843 року зажив у Познані, де був галицьким емісаром, який пропагував повстання та скасування кріпацтва, за що 1845 року був заарештований. З 1845 по 1847 перебував у в'язниці Нового Вісьнича, а потім перебував у в'язниці Берліна в районі Моабіт. Через ліві політичні погляди потрапив до Національного комітетута брав участь у Великопольськім повстанні і в боях у Кракові, брав участь у Слов'янському Конгресі в Празі. Також співпрацював із місцевою пресою Познані «Газета Польська».
У 1850–1851 лікарі виявили в нього нервову хворобу, яку лікували впродовж кількох років. Потім він знову переїхав до Познані та повернувся до політичної діяльності, став членом Прусського сейму. Почувши про Кримську війну подав у відставку та поїхав до Парижа, а потім до Константинополя.
1855 року, під час перебування в Константинополі, був султанським козаком дивізії Михайла Чайковського, потім після закінчення Кримської війни аж до 1871 року служив у другому полку османських драгунів. 1879 року помер знедоленим і забутим.

## Пам'ять
На честь Бервінського було названо вулиці в Кракові на Азорах, в Познані, в Сьроді-Великопольській, в Бидгощі, в Слесіні, в Косцяні та площу в Каргові. Є патроном Початкової школи в Занемишлі. [Архівовано 13 січня 2022 у Wayback Machine.]

## Творчість
Ришард Бервінський був одним із найважливіших великопольських поетів епохи романтизму. 1836 року дебютував у журналі «Друг народу» (пол. Przyjaciel Ludu) із записами фольклору. Його твори зображали великий вплив великопольського регіоналізму, а пізніше — культуру Балканського півострова. Бервінський, разом з іншими митцями зі слов'янськими інтересами, вніс до літератури польського романтизму історичні великопольські мотиви та місця, такі як Гнезно, Гопло чи Крушвиця, в часи домінування прикордонних та литовських традицій (напр. у Адама Міцкевича).

### Пісні
- Богунка на Гоплі (пол. Bogunka na Gople) (1840) – пісня, в якій Богункою звали зачаровану дівчину, сестру трьох вбитих братів. Голпо було показано міфічно, подібно до твору Юліуша Словацького «Балладина». Вступ до твору представлено у вигляді пісні, яку співає слов'янський чарівник Боян (персонажа взято зі Слова о полку Ігоревім). Пісню переважно написано польським гекзаметром, за зразком роману «Конрад Валленрод». Прозу пісні багато де архаїзовано та ритмізовано.
- Дон Жуан Познанський. Нескінченний вірш (пол. Don Juan Poznański. Poemat bez końca.) (1844) – є пародією твору Джорджа Байрона «Дон Жуан». Героєм поеми є бідний дворянин, що грає з пляшкою та картами. Твір містить численні відступи, які є ідеологічними сутичками з громадськістю та майбутніми читачами, літературні та національні міфи, а також тодішнє суспільне Великопольське життя.
- Парабаса до „Дон Жуана Познанського”[3] (пол. Parabaza do „Don Juana poznańskiego”) (1844) – твір, подібний до твору Дон Жуан, з іронічним та критичним ставленням до польського суспільства та національних недоліків.
- Марш у майбутнє (пол. Marsz w przyszłość) (1844) – даний вірш належить до революційної поезії. Колективний суб'єкт твору — це людська група, яка усвідомлює труднощі, але також впевнена у досягненні цілей, таких як соціальна рівність.

### Публікації
- Великі польські романи (пол. Powieści wielko-polskie), Вроцлав 1840. Цифрова версія [Архівовано 13 січня 2022 у Wayback Machine.]
- Літературознавство народної літератури з позицій історико-наукової критики (пол. Studia o literaturze ludowej ze stanowiska historycznej i naukowej krytyki), Т. 1–2, Познань 1854. Том I [Архівовано 15 січня 2022 у Wayback Machine.], Том II [Архівовано 15 жовтня 2018 у Wayback Machine.]
- Вибір писань (пол. Wybór pism) Цифрова версія[недоступне посилання]

## Додаткова література
- Wisława Knapowska, w: Polski Słownik Biograficzny. T. 1. Kraków: Polska Akademia Umiejętności – Skład Główny w Księgarniach Gebethnera i Wolffa, 1935, ss. 471–473.  Reprint: Zakład Narodowy im. Ossolińskich, Kraków 1989, ISBN 83-04-03484-0